# Pastor Ospina Rodríguez
Pastor Ospina Rodríguez (Guasca, 6 de julio de 1809-Guatemala, 3 de mayo de 1873) fue un político e intelectual colombiano, que se desempeñó como Secretario de Gobierno de la República de la Nueva Granada y como Gobernador de múltiples provincias. Hermano del presidente Mariano Ospina Rodríguez.

## Biografía
Nació en Guasca en julio de 1809, hijo de Santiago Ospina y de Josefa Santos Rodríguez. Hermano del presidente Mariano Ospina Rodríguez, estudió Medicina en Bogotá, aunque nunca llegó a ejercerla. Posteriormente se especializó en Ciencias Naturales, Físicas y Exactas, así como en Pedagogía, llegando a enseñar estas en diversas instituciones de Bogotá, Mompox y Guatemala.
En 1841 llegó al Congreso como Diputado de la Cámara de Representantes, desde donde se enfocó en la defensa de la educación. En 1844 se convirtió en Gobernador de la Provincia de Cartagena, para ser sucesivamente nombrado como Gobernador de las Provincias de Mariquita y de Mompox. En julio de 1845 se convirtió en Gobernador de la Provincia de Bogotá, desde donde promovió el fomento de la educación. Por este mismo tiempo, escribió cuatro textos de gran interés pedagógico: Uno sobre la Agricultura y el Cultivo de Algodón, otro sobre Jurisprudencia, otro sobre la Moral y el último llamado Lecciones de Religión, Moral y Urbanidad.
En 1847 regresó a la Gobernación de Bogotá como Gobernador interino; en este segundo mandato presentó al Concejo de Bogotá el primer plan de desarrollo urbanístico que tuvo la ciudad. El plan, rechazado por el concejo, sugería la extensión del casco urbano de la ciudad hacia el occidente de la pila de San Victorino en una línea de 2.000 metros.
Colaborador frecuente de los medios de comunicación nacionales, incluso algunos internacionales, dedicó su trabajo a la enseñanza primaria y fue uno de los principales defensores del regreso de la Compañía de Jesús al país, que habían sido expulsados en 1838.
Fue miembro del Congreso en ambas de sus cámaras, el Senado y la Cámara de Representantes, contribuyendo de manera importante a las bases constitucionales de la Confederación Granadina.
Fue diplomático y fue representante, junto con Juan Francisco Martín, de la República de la Nueva Granada en el Congreso Americano, celebrado en Perú, y cuya intervención le valió elogios en los medios de la época.
Participó de la guerra civil de 1851; derrotados los insurrectos, fue encarcelado por seis meses, hasta que fue condenado a 5 años de destierro. Durante su destierro viajó por Europa y se educó en ciencias sociales, así como escribió una gran cantidad de textos criticando al filósofo inglés Jeremy Bentham. En 1854 el presidente José María Obando lo indulta; ese mismo año estalla la revolución de 1854, liderada por el presidente de facto José María Melo. Derrotada la rebelión de Melo, fue nombrado Secretario de Gobierno del presidente José de Obaldía. También fue, de manera interina, Secretario de Gobierno de Manuel María Mallarino en 1855.
Durante el gobierno de su hermano Mariano Ospina Rodríguez no ocupó ningún puesto en este, únicamente asistiendo al Congreso. En 1861, en el marco de la guerra de las soberanías, derrocado el gobierno de Ospina por los revolucionarios de Tomás Cipriano de Mosquera, ambos hermanos huyeron de Bogotá disfrazados de jesuitas, para ser capturados en La Mesa. De allí fueron trasladados ante Mosquera en su cuartel en Chapinero; Mosquera los condenó a muerte, pero por intervención de los diplomáticos europeos y estadounidenses, del general Pedro Alcántara Herrán y del general José Santos Gutiérrez, la condena les fue conmutada por cadena perpetua en las bóvedas del cuartel de Bocachica, en Cartagena. De allí lograron huir gracias a la ayuda de Enriqueta Vásquez Jaramillo, esposa de Mariano Ospina.
Los Ospina se establecieron en el exilio en Guatemala, donde desarrollaron varias empresas agrícolas y de comercio internacional, las cuales tuvieron gran importancia; Pastor se especializó en el cultivo de algodón y la industria cafetera, importando para tal fin maquinaria de Estados Unidos.
Dedicó sus últimos años al estudio científico de la Agricultura, muriendo en el exilio en Guatemala en mayo de 1873, tras una larga enfermedad.
Casado con Carlota Chaparro Bonilla en Bogotá, de esta unión nacieron 8 hijos, incluyendo a los militares Sebastián y Mariano Ospina Chaparro.